# 德罗格尼茨
德罗格尼茨是德国图林根州的一个市镇。总面积24.01平方公里，总人口682人，其中男性338人，女性344人（2011年12月31日），人口密度28人/平方公里。